# Saint-Martin-de-Villeréal
Saint-Martin-de-Villeréal är en kommun i departementet Lot-et-Garonne i regionen Nouvelle-Aquitaine i sydvästra Frankrike. Kommunen ligger i kantonen Villeréal som tillhör arrondissementet Villeneuve-sur-Lot. År 2022 hade Saint-Martin-de-Villeréal 105 invånare.

## Befolkningsutveckling
Antalet invånare i kommunen Saint-Martin-de-Villeréal
| Referens: INSEE |